# Demian Roelofs
Demian Roelofs (Hengelo, 21 juli 1990) is een voormalig Nederlandse langebaanschaatser. Hij is gespecialiseerd in het allrounden.
Tot seizoen 2008/2009 trainde Roelofs onder leiding van Jan van Veen bij Jong Oranje van de KNSB. Tijdens het NK Allround 2009 maakte hij zijn debuut in het seniorenkampioenschap. Hij reed daar naar een 19e plaats. Roelofs is lid van de Hengelose IJsclub en zit tevens in de selectie van het Gewest Overijssel.
De Nederlandse kampioenschappen schaatsen sprint 2011 waren voor Roelofs zijn laatste wedstrijden, hij wilde zich meer op zijn studie richten en besloot daarom te stoppen.

## Persoonlijke records
| Afstand    | Tijd    | Datum            | Baan       |
| ---------- | ------- | ---------------- | ---------- |
| 500 meter  | 37,12   | 17 januari 2009  | Collalbo   |
| 1000 meter | 1.14,08 | 28 februari 2009 | Groningen  |
| 1500 meter | 1.51,29 | 28 december 2008 | Heerenveen |
| 3000 meter | 3.55,00 | 20 december 2008 | Erfurt     |
| 5000 meter | 6.48,76 | 27 december 2008 | Heerenveen |

## Resultaten
| Jaar | NK Afstanden | NK Allround | NK Sprint | WK Junioren        |
| ---- | ------------ | ----------- | --------- | ------------------ |
| 2009 |              | 19e         |           | 7e · achtervolging |
| 2010 | 22e 1000m    |             | 21e       |                    |
| 2011 | 20e 1000m    |             | NS4       |                    |